# プラージュ (小説)
『プラージュ』は、誉田哲也の小説。幻冬舎の『papyrus』において、「カーテン」のタイトルでvol.54（2014年6月号）からvol.58（2015年2月号）まで連載された。2015年9月に単行本、2017年6月に幻冬舎文庫が発売された。
2017年に、WOWOWでテレビドラマ化された。

## 登場人物
吉村貴生 (よしむら たかお)
32歳。軽い気持ちから覚醒剤を使用して逮捕され会社も解雇された主人公。
小池美羽 (こいけ みわ)
壮絶な過去を持つ。
野口彰 (のぐち あきら)
40代半ばの男性。
矢部紫織 (やべ しおり)
弁当屋のアルバイトをしている。
中原通彦 (なかはら みちひこ)
古着屋で働いている。
朝田潤子 (あさだ じゅんこ)
シェアハウス「プラージュ」のオーナー。
加藤友樹 (かとう ともき)
ギターを愛する男。
小菅大作 (こすげ だいさく)
保護司。
杉井
不動産屋の店主。
松井伸介
老人。

## テレビドラマ
2017年8月12日よりWOWOWで放送。全5話。主演は星野源。
第8回「衛星放送協会オリジナル番組アワード」審査委員特別賞（ドラマ部門）受賞。

### キャスト

#### 主要人物
- 吉村貴生 - 星野源
- 小池美羽 - 仲里依紗
- 野口彰 - 眞島秀和
- 矢部紫織 - 中村ゆり
- 中原通彦 - 渋川清彦
- 加藤友樹 - スガシカオ
- 朝田潤子 - 石田ゆり子

#### その他
- 宇津井 - 矢柴俊博
- 佐口 - 日向丈（第1-2話）
- 柏木弁護士 - 井上肇（第1、第5話）
- 小松彩夏（第1話）
- 五頭岳夫（第1話）
- 品川徹（第1、第3、第4話）
- 冨樫カツミ - 村田秀亮（第2話）
- たかお鷹（第2話）
- 立石涼子（第2話）
- 坂口希実 - 村井美樹（第2-3話）
- 奥野瑛太 （第5話）
- 及川いぞう （第5話）
- 津田重明 - 松浦祐也（第5話）

### スタッフ
- 原作 - 誉田哲也『プラージュ』（幻冬舎刊）
- 脚本 - 大浦光太、吉田康弘
- 音楽 - きだしゅんすけ
- 監督 - 吉田康弘
- プロデューサー - 井上衛（WOWOW）、遠藤日登志（アミューズ）、久保美夏（アミューズ）、澤岳司（デジタル・フロンティア）
- 制作プロダクション - アミューズ映像製作部、デジタル・フロンティア[4]
- 制作 - WOWOW

#### 放送日程
| 各話   | 放送日  | 脚本 |
| ------ | ------- | ---- |
| 第1話  | 8月12日 |      |
| 第2話  | 8月19日 |      |
| 第3話  | 8月26日 |      |
| 第4話  | 9月02日 |      |
| 最終話 | 9月09日 |      |